# Доброхотов, Пётр Егорович
Пётр Егорович Доброхотов (1786—1831) — русский гравёр, академик резьбы на крепких камнях и профессор Императорской Академии художеств.

## Биография
С ранних лет с успехом занимался гравированием. В 1811 г. был принят постоянным учеником в Императорскую Академию Художеств.
В 1813 г. за рисунок с натуры награждён малой серебряной медалью академии.
В 1815 г. ему присвоено звание академика за вырезанный по программе камей «Отдыхающий Геркулес». Тогда же назначен преподавателем академии по резьбе на крепких каменьях.
В 1820 г. за исполнение программы по резьбе на каменьях «Меркурий вручает Парису золотое яблоко» был удостоен звания академика .
Для получения профессорской степени в 1831 г. Доброхотов приступил к работе на заданную ему тему: вырезать на кушевом (слоистом) сардониксе портреты императора Николая I и его супруги императрицы Александры Федоровны, но умер в том же году.
Прекрасный педагог. Воспитал большое количество искусных граверов, одним из которых был гравёр, впоследствии крупнейший мастер русской портретной резцовой гравюры первой половины XIX века; хранитель гравюр в Эрмитаже (1817—1860) и смотритель Музея Академии художеств (1841—1854) Н. И. Уткин.
П. Е. Доброхотовым вылеплено и вырезано около 400 произведений (в том числе портреты, печати, медальоны и пр.). Они отличаются деликатностью резца и прекрасным рисунком.
Был масоном. Принадлежал к ложе «Избранного Михаила» (в 1815 и 1818—1819).
Похоронен на Смоленском православном кладбище в СПб.